# When the Spider Tore Loose
When the Spider Tore Loose est un film muet américain réalisé par Frank Lloyd et sorti en 1915.

## Fiche technique
- Titre : When the Spider Tore Loose
- Réalisation : Frank Lloyd
- Scénario : W.M. Caldwell, Frank Lloyd
- Production : Carl Laemmle pour Universal Film Manufacturing Company
- Genre : Film dramatique
- Date de sortie :
  - États-Unis : 14 avril 1915

## Distribution
- Frank Lloyd : The Spider
- Olive Carey : Helen Arnold
- Helen Leslie : Amy Gray
- Millard K. Wilson : Gyp Carter
- Marc Robbins : Thomas Arnold